# Palaeodictyopterida

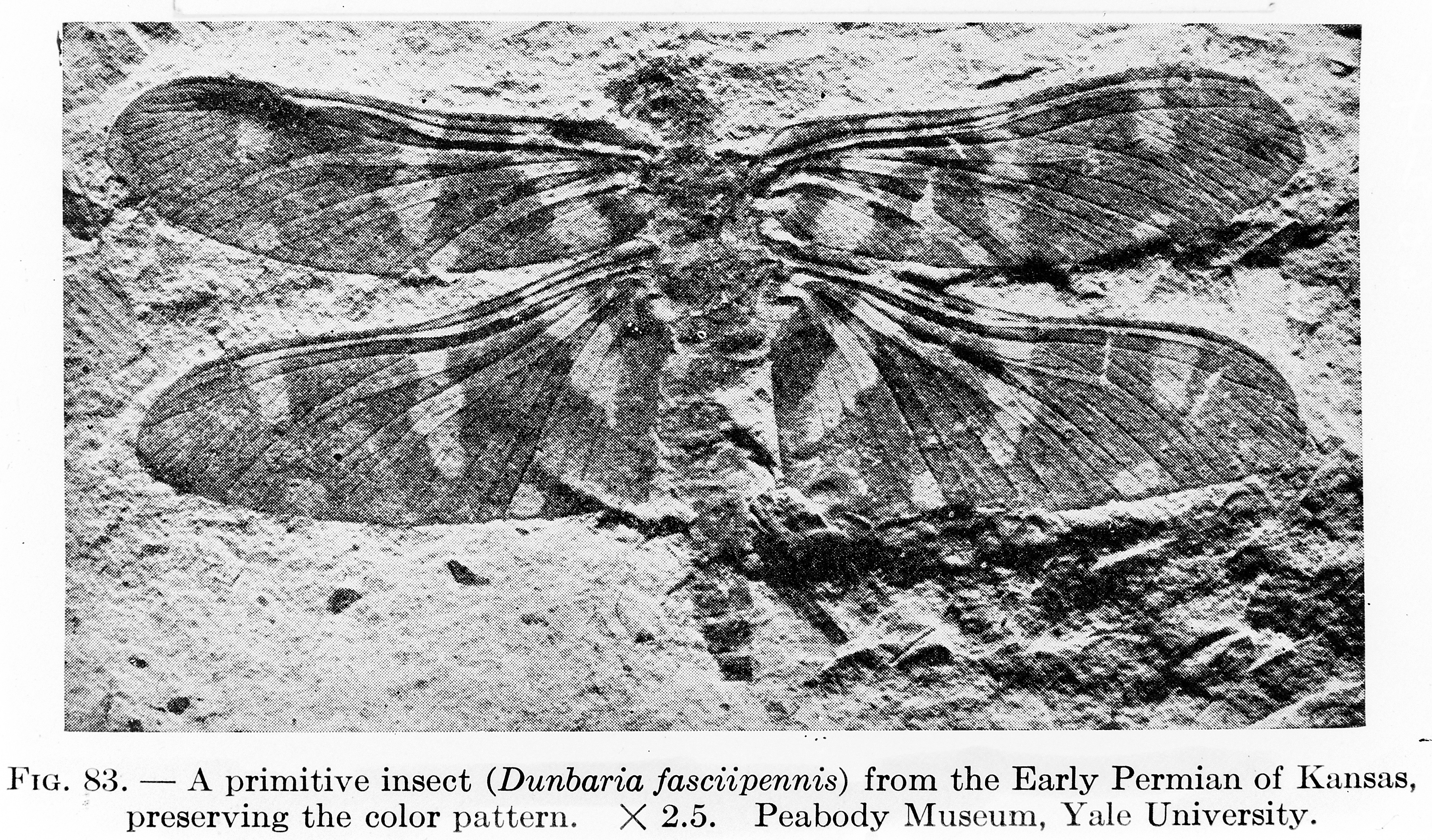
Skamieniałość owada Dunbaria fasciipennis Tillyard, 1924 (Palaeodictyopterida, Palaeodictyoptera) z permu Kansas; widoczne zachowane ślady ubarwienia skrzydeł

Palaeodictyopterida – wymarły nadrząd owadów uskrzydlonych, znany od karbonu (namuru) do permu; nazwa odwołuje się do Palaeodictyoptera – największego rzędu w obrębie nadrzędu.

## Charakterystyka
Palaeodictyopterida to owady o zróżnicowanej wielkości (rozpiętość skrzydeł od 1 do 56 cm). Ich cechą charakterystyczną jest kłujący aparat gębowy, zbudowany z pięciu elementów („sztylecików”). Dwie pary skrzydeł o różnych proporcjach; niektóre miały również przypominające skrzydła wyrostki na przedtułowiu (cecha niewystępująca u żadnych owadów współczesnych). Były wyspecjalizowanym roślinożercami. Grupa wymarła w czasie wymierania na granicy perm–trias.

## Systematyka

### Położenie systematyczne
Nadrząd Palaeodictyopterida Grimaldi & Engel, 2005 należy do podgromady owadów uskrzydlonych (Pterygota), charakteryzujących się posiadaniem skrzydeł. Nadrząd ten według tradycyjnego (i wciąż rozpowszechnionego) poglądu uważa się za należący do infragromady owadów staroskrzydłych (Palaeoptera), generalnie nie mogących składać skrzydeł na odwłoku, ale według niektórych nowszych stanowisk mógłby on być bliżej spokrewniony z owadami nowoskrzydłymi (Neoptera).

### Podział systematyczny
W obrębie nadrzędu Palaeodictyopterida wyróżnia się cztery rzędy: 
- Palaeodictyoptera Goldenberg, 1877[4]
- Megasecoptera Brongniart, 1885[4]
- Diaphanopterodea Handlirsch, 1919[4]
- Dicliptera[2]